# Šindliar
Šindliar este o comună slovacă, aflată în districtul Prešov din regiunea Prešov. Localitatea se află la altitudinea de 493 m deasupra n.m., se întinde pe o suprafață de 11,32 km2 și în 2017 număra 545 de locuitori.

## Istoric
Localitatea Šindliar este atestată documentar din 1331.

## Demografie
| An:                | 1994 | 2004   | 2014   | 2024   |
| ------------------ | ---- | ------ | ------ | ------ |
| Număr de persoane: | 518  | 553    | 548    | 571    |
| Diferență:         |      | +6,75% | −0,90% | +4,19% |

| An:                | 2023 | 2024   |
| ------------------ | ---- | ------ |
| Număr de persoane: | 564  | 571    |
| Diferență:         |      | +1,24% |